# Yiğit Hamza Mestoğlu
Yiğit Hamza Mestoğlu (nacido el 22 de abril de 2004, en Estambul) es un jugador de baloncesto turco, que ocupa la posición de ala-pívot. Actualmente milita en el Fernerbahçe de la Basketbol Süper Ligi de Turquía y la Euroliga.

## Biografía
Es un ala-pívot natural de Estambul, formado en las categorías inferiores del Teksüt Bandirma.
En diciembre de 2019, firma por el UCAM Murcia CB, para ser asignado a su equipo junior.
En la temporada 2020-21 alternaría su participación del equipo junior con el filial de Liga EBA, promediando 8 puntos y 7,2 rebotes por partido en la fase de permanencia de su equipo. Con el equipo junior, disputó el Campeonato de España de clubes en el que promedió 15,8 puntos, 7,2 rebotes y 19,2 de valoración.
El 10 de agosto de 2021, el jugador es renovado por UCAM Murcia CB hasta 2026. Durante la temporada 2021-22, forma parte del UCAM Murcia CB "B" de Liga EBA.
El 27 de diciembre de 2021, debuta en Liga Endesa en un encuentro que acabaría con victoria por 83 a 100 frente al CB Gran Canaria, en el que Mestoğlu jugaría 42 segundos en los que aportaría una asistencia.
El 29 de agosto de 2022, firma por el Club Polideportivo La Roda de la Liga LEB Plata, cedido durante una temporada por UCAM Murcia CB de Liga Endesa.
El 7 de agosto de 2023, firma por el Fernerbahçe de la Basketbol Süper Ligi de Turquía y la Euroliga, al llegar a un acuerdo para su traspaso desde UCAM Murcia CB.

### Selección nacional
Es internacional en las categorías inferiores de la Selección de baloncesto de Turquía, en 2023 disputa el Mundial Sub-19 y el Eurobasket Sub-20.